# Howard Frank (Internet)
Howard Frank (* 4. Juni 1941; † 1. Mai 2017) war ein US-amerikanischer Elektrotechniker und Internetpionier.

## Leben und Werk
1965 erwarb Howard Frank seinen Ph.D. in Elektrotechnik von der Northwestern University. Anschließend nahm er einen Ruf als Assistenzprofessor für Elektrotechnik und Informatik an der University of California, Berkeley an. In Berkeley gelang es ihm, die zeitraubenden Computersimulationen von Paul Baran, der sich Anfang der 1960er Jahre mit der Paketvermittlung – eine der Grundlagen des Internets – befasst hatte, auf einer einzigen Seite mit Formeln zu reproduzieren. Der Artikel Vulnerability of Communication Networks wurde im Dezember 1967 in den IEEE Transactions on Communication Technology veröffentlicht.
In der Folge wurde Frank 1967 als Berater in das Office of Emergency Preparedness (OEP) des Weißen Hauses berufen, wo er ein Projekt für die Federal Power Commission (FPC) durchführte, das er als „im Wesentlichen die Anfänge des gesamten topologischen Designs von Computernetzwerken“ beschrieb. Bei dem FPC-Projekt ging es um Gaspipelines im Golf von Mexiko, doch die Ergebnisse konnten im Prinzip auch auf andere Netzwerke übertragen werden.
Nach einem knappen Jahr verließ Frank OEP und gründete das Unternehmen Network Analysis Corporation (NAC), dessen Präsident er ab 1970 war. Die Firma arbeitete für die Advanced Research Projects Agency (ARPA, später DARPA) und war am Aufbau des Arpanets beteiligt, dem Vorläufer des Internets. Zusammen mit Robert E. Kahn und Leonard Kleinrock veröffentlichte Frank im Januar 1972 den Artikel Computer Communication Network Design – Experience with Theory and Practice.
1980 wurde NAC von ConTel aufgekauft, einer der großen US-Telefongesellschaften. Nachdem Frank ConTel 1985 verlassen hatte, gründete er 1986 das Unternehmen Network Management Incorporated (NMI). 1987 wurde er in den Vorstand von ConTel berufen.
2013 wurde Howard Frank in die Internet Hall of Fame der Internet Society aufgenommen.